# Piruvat dehidrogenaza (NADP+)
Piruvat dehidrogenaza (+) (EC 1.2.1.51, piruvatna dehidrogenaza (+)) je enzim sa sistematskim imenom piruvat:NADP+ 2-oksidoreduktaza (KoA-acetilacija). Ovaj enzim katalizuje sledeću hemijsku reakciju
piruvat + KoA + NADP+ {\displaystyle \rightleftharpoons } acetil-KoA + CO2 + NADPH
Ovaj evglenski enzim takođe može da koristi FAD ili metil viologen kao akceptor, mada to snižava brzinu dejstva enzima. Dejstvo ovog enzima inhira kiseonik.

## Literatura
- Nicholas C. Price; Lewis Stevens (1999). Fundamentals of Enzymology: The Cell and Molecular Biology of Catalytic Proteins (Third изд.). USA: Oxford University Press. ISBN 019850229X.
- Eric J. Toone (2006). Advances in Enzymology and Related Areas of Molecular Biology, Protein Evolution (Volume 75 изд.). Wiley-Interscience. ISBN 0471205036.
- Branden C; Tooze J. Introduction to Protein Structure. New York, NY: Garland Publishing. ISBN 0-8153-2305-0.
- Irwin H. Segel. Enzyme Kinetics: Behavior and Analysis of Rapid Equilibrium and Steady-State Enzyme Systems (Book 44 изд.). Wiley Classics Library. ISBN 0471303097.
- William P. Jencks (1987). Catalysis in Chemistry and Enzymology. Dover Publications. ISBN 0486654605.

## Spoljašnje veze
- Pyruvate+dehydrogenase+(NADP+) на 